# Refresh the Demon
Refresh the Demon – piąty album studyjny kanadyjskiej grupy muzycznej Annihilator. Wydawnictwo ukazało się 11 marca 1996 roku nakładem wytwórni muzycznej Music for Nations.
W ramach promocji do utworu "Syn. Kill 1" został zrealizowany teledysk.

## Lista utworów
Opracowano na podstawie materiału źródłowego.
1. "Refresh the Demon" (muz. i sł. Black, Waters) – 05:26
2. "Syn. Kill 1" (muz. i sł. Waters) – 04:26
3. "Awaken" (muz. i sł. Waters) – 00:53
4. "The Pastor of Disaster" (muz. i sł. Black, Waters) – 05:00
5. "A Man Called Nothing" (muz. i sł. Bates, Black, Waters) – 05:52
6. "Ultraparanoia" (muz. i sł. Black, Waters) – 04:29
7. "City of Ice" (muz. i sł. Bates, Black, Waters) – 04:18
8. "Anything for Money" (muz. i sł. Black, Waters) – 03:35
9. "Hunger" (muz. i sł. Black, Waters) – 04:53
10. "Voices and Victims" (muz. i sł. Bates, Black, Waters) – 04:18
11. "Innocent Eyes" (muz. i sł. Waters) – 05:03

## Twórcy
Opracowano na podstawie materiału źródłowego.
- Jeff Waters – wokal prowadzący, gitara rytmiczna, gitara prowadząca, gitara basowa, produkcja muzyczna, miksowanie, inżynieria dźwięku
- Randy Black – perkusja
- Dave Davis – gitara rytmiczna, gitara prowadząca
- Paul "The Pastor" Blade – inżynieria dźwięku, miksowanie, produkcja muzyczna

## Wydania
| Rok  | Nr katalogowy | Format    | Wytwórnia                | Region          | Źródło |
| ---- | ------------- | --------- | ------------------------ | --------------- | ------ |
| 1996 | CDMFNX 197    | CD, Album | Music For Nations        | Wielka Brytania | [ 5 ]  |
| 1996 | APCY-8319     | CD, Album | Far East Metal Syndicate | Japonia         | [ 5 ]  |